# Rui Lima
Rui Manuel Pinto de Lima dit Rui Lima, est un footballeur portugais né le 25 mars 1978 à Porto. Il évolue au poste de milieu de terrain.

## Biographie
Rui Lima a principalement joué en faveur du Deportivo Aves, du SC Beira-Mar et du club de Boavista.
Il possède deux sélections en équipe du Portugal des moins de 20 ans et a disputé un total de 141 matchs en 1re division portugaise.

## Carrière
- 1995-1997 : Boavista juniors  Portugal
- 1997-1998 : Gondomar SC  Portugal
- 1998-1999 : Deportivo Aves  Portugal
- 1999-2000 : Deportivo Chaves  Portugal
- 2000-2001 : Deportivo Aves  Portugal
- 2001-2002 : Boavista  Portugal
- 2002-2003 : Vitória Setubal  Portugal
- 2003 : Boavista  Portugal
- 2003-2007 : Beira-Mar  Portugal
- 2007 : Omonia Nicosie  Chypre
- 2008 : Nea Salamina  Chypre
- 2008-2009 : Boavista  Portugal
- 2009-2010 : Nea Salamina Famagouste  Chypre
- 2010-2011 : UD Oliveirense  Portugal